# Juliano (asecreta)
Juliano (em latim: Iulianus) foi um oficial bizantino do século VI, ativo durante o reinado do imperador Justiniano (r. 527–565). Um grego nativo da Palestina, era irmão do também oficial Sumo. Aparece pela primeira vez em 530/1, quando serviu nos agentes nos assuntos e então quando foi enviado pelo imperador às cortes de Elesbão e Esimifeu no final de 530 ou começo de 531. 
Nos anos 530, provavelmente serviu como consiliário de Sumo durante o tempo em que era duque da Palestina. Em 540, reaparece nas fontes como asecreta e esteve envolvido numa embaixada para o xá Cosroes I (r. 531–578), que havia invadido os territórios bizantinos. Juliano estava em Antioquia quando o último sitiou e convenceu-o a não incendiar as igrejas locais. Ele negociou a paz com os persas no mesmo ano e entregou a carta de Justiniano que aceitava os termos acordados.

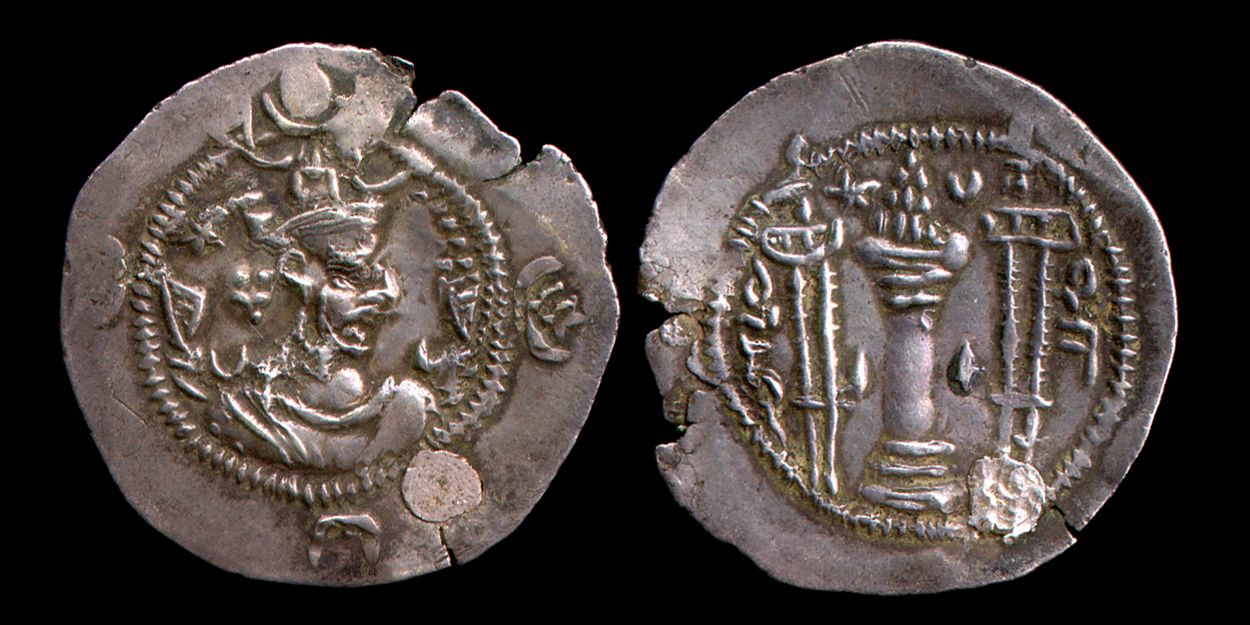
Dracma de (r. 488–496; 499–531)

## Vida
Juliano era um oficial grego nativo da Palestina, irmão do oficial Sumo. Aparece pela primeira vez em 530/1, quando exerceu a função nos agentes nos assuntos, o serviço de inteligência imperial. Foi enviado pelo imperador Justiniano (r. 527–567) à corte axumita de Elesbão e à corte himiarita de Esimifeu respectivamente para alistar seus agentes contra o Império Sassânida. Essa embaixada provavelmente ocorreu no final de 530 ou começo de 531, após o emissário Rufino relatar que o xá Cavades I (r. 488–496; 499–531) não pretendiam mais fazer a paz. Ele viajou por Alexandria, rio Nilo e então o mar Vermelho até chegar ao Império Axumita e Iêmem e após concluir sua missão escreveu um relato oficial da viagem que seria posteriormente utilizado por João Malalas e Teófanes, o Confessor.

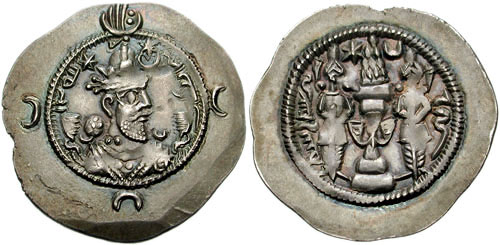
Dracma de r.

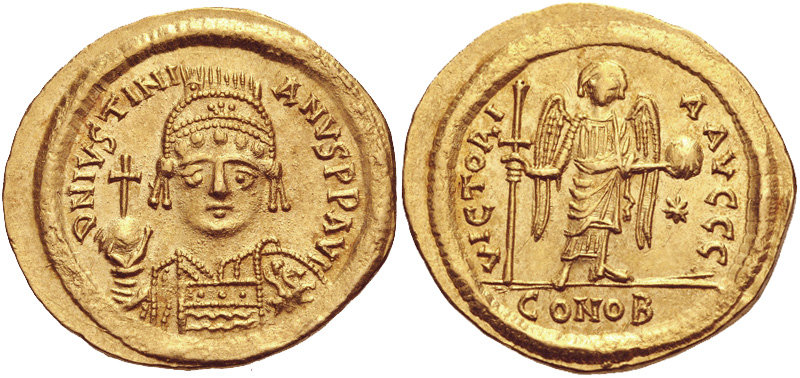
Soldo de Justiniano r.

Juliano é brevemente mencionado num panegírico dedicado a seu irmão Sumo por Corício de Gaza que fora datado em 537/8. Estava presente na ocasião em que o panegírico foi entregue e o autor mencionou que era merecedor de um para si por sua conduta imaculada e por seu conselho e ajuda prestado a Sumo. Segundo as Orações de Corício escritas entre 532 e 539, Juliano era homem de cultura que serviu como o principal conselheiro de seu irmão. Desta afirmação, os autores da Prosopografia do Império Romano Tardio sugerem que poderia ter servido como consiliário (em latim: consiliarius) de Sumo enquanto ele servia como duque da Palestina em 537/8.
Em 540, Juliano é mencionado como asecreta. Foi enviado junto de João como emissário pelo imperador ao xá Cosroes I (r. 531–578), que havia invadido o território bizantino. Ao chegarem em Antioquia, contudo, foram impedidos de prosseguir. Informaram às cidades do Oriente a não pagarem resgate aos persas e acusaram o bispo Efrém de querer render sua sé. Quando Cosroes sitiou a cidade, Juliano e João saíram da cidade para reclamar da violação da paz e então retornaram. Após ela ser tomada, foram convocados diante de Cosroes, que levou-os até a igreja local. Sob os pedidos deles, poupou o edifício quando queimou a cidade, bem como a Igreja de São Juliano e os edifícios adjacentes, todos situados fora das edificações onde os emissários estavam. Logo depois, Juliano e João visitaram Cosroes I novamente e reprovaram-no por descumprir a Paz Eterna, embora também tenham negociado termos de paz e sua retirada à Pérsia. Relutantemente concordaram que ele visitasse Apameia e entregaram-lhe uma carta de Justiniano concordando com a paz.